# Scoparia philorphna
Scoparia philorphna là một loài bướm đêm trong họ Crambidae.